# Catedral de São Martinho (Ypres)
Catedral de São Martinho (em neerlandês:  Sint-Maartenskathedraal), também chamada de Igreja de São Martinho (em neerlandês: Sint-Maartenskerk), é uma igreja e antiga catedral em Ypres, na Bélgica. Foi uma catedral e a sede da antiga diocese de Ypres, de 1561 a 1801, e ainda é comumente referida como tal. Com 102 metros de altura, ele está entre os edifícios mais altos na Bélgica.

## História
A construção da igreja iniciou-se em 1230, e foi terminada em 1370. Não havia anteriormente uma igreja românica na área, que datem do século X ou XI.
A igreja foi originalmente parte da diocese de Thérouanne, que tinha sido estabelecido no século VII ou VIII. Em 1553, o imperador Carlos V cercou a cidade de Thérouanne, um enclave francês no Sacro Império Romano-Germânico, em vingança por uma derrota para o exército francês em Metz. Depois que capturou a cidade, ele a arrasou. Em 1557, como resultado da guerra, a diocese foi abolida. Isto levou a uma reforma administrativa no Concílio de Trento, e o bispado de Thérouanne foi dividido entre a diocese de Saint-Omer, a diocese de Bolonha e a diocese de Ypres. Com isso, a igreja de São Martinho foi elevada a catedral, pois tornou-se a sede da nova diocese.
Após a Concordata de 1801 entre Napoleão e o papa Pio VII, Ypres foi incorporada à diocese de Gante e São Martinho perdeu o seu status como uma catedral. Como muitos ex-catedrais, é muitas vezes referida como uma catedral por moradores.
Ela foi fortemente danificada durante a Primeira Guerra Mundial. Posteriormente (1922-1930) a ruína foi limpa e a igreja foi inteiramente reconstruída seguindo os planos originais, embora a torre fosse construída maior do que a original.

## Túmulos
Cornelius Jansen, o pai do movimento teológico Jansenista, foi bispo de Ipres de 1635 a 1638. Ele está enterrado na catedral. O conde Roberto III de Flandres, popularmente conhecido como O Leão da Flandres, também está enterrado na catedral.

## Galeria

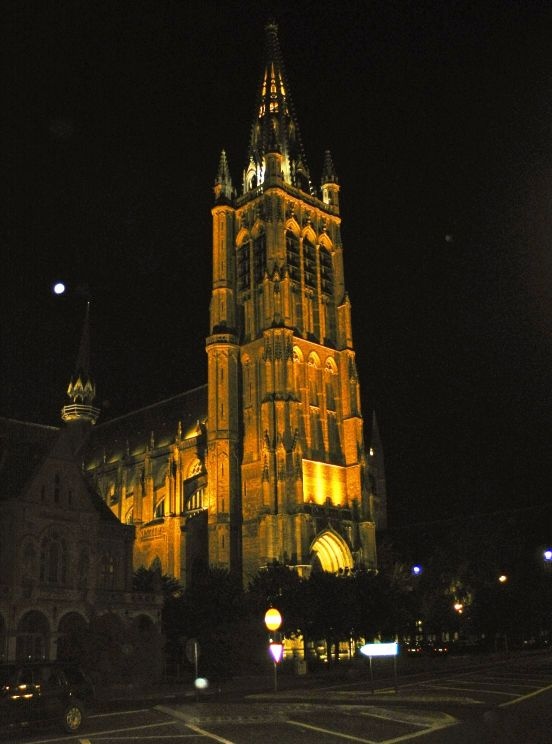
A igreja à noite
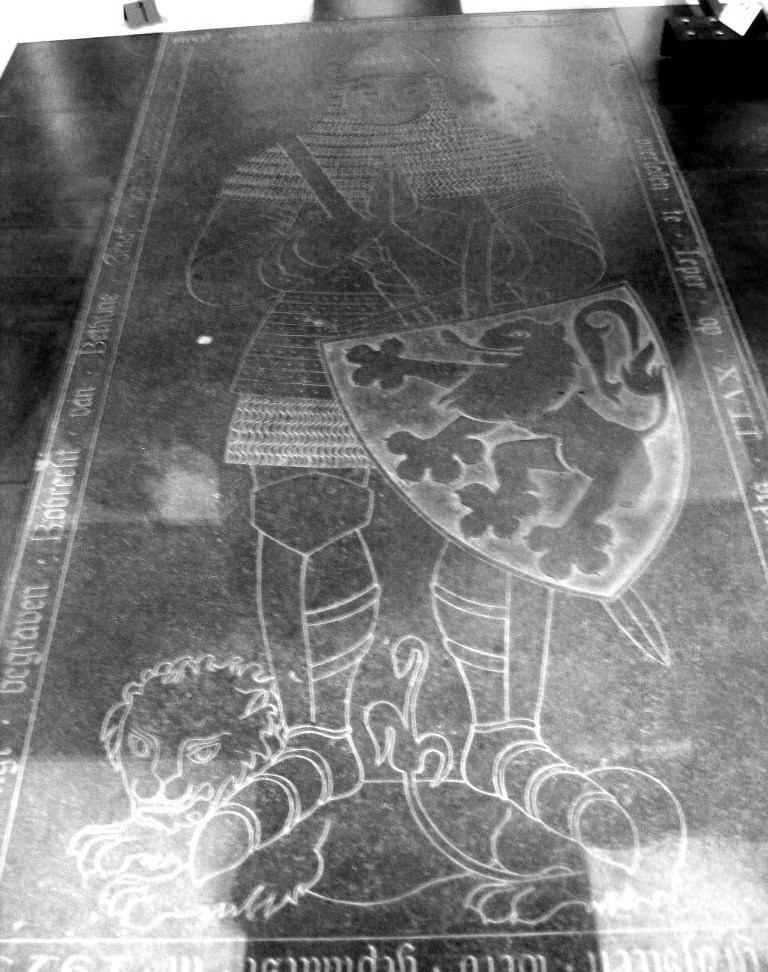
Túmulo do conde Roberto III da Flandres
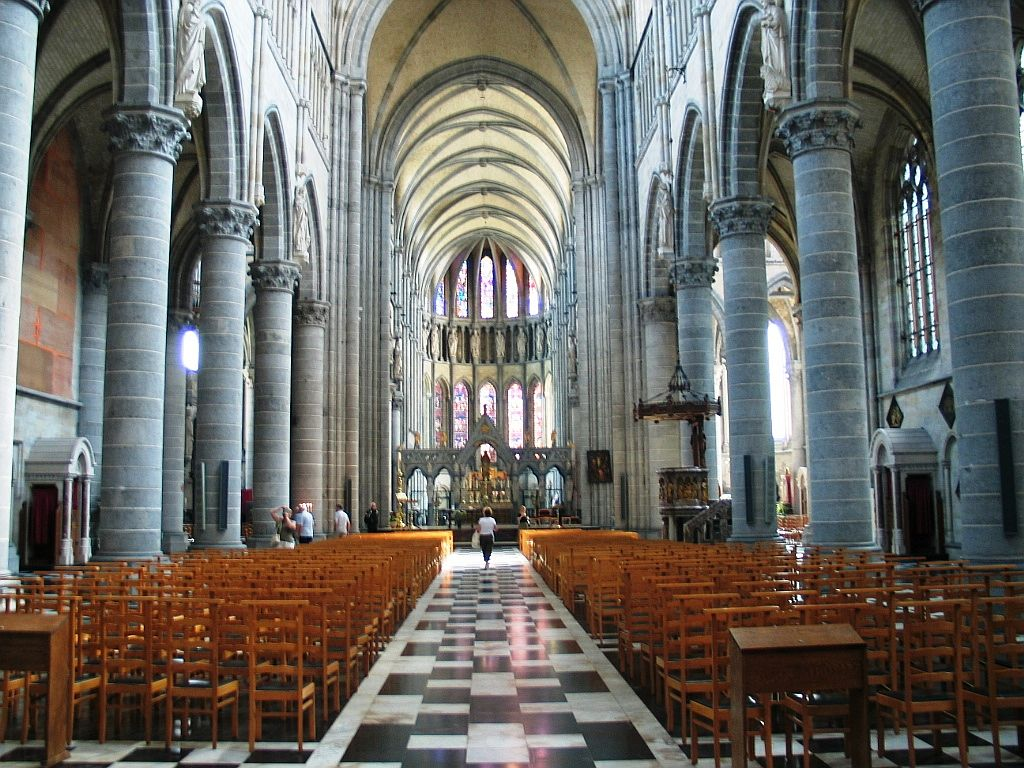
O interior da igreja
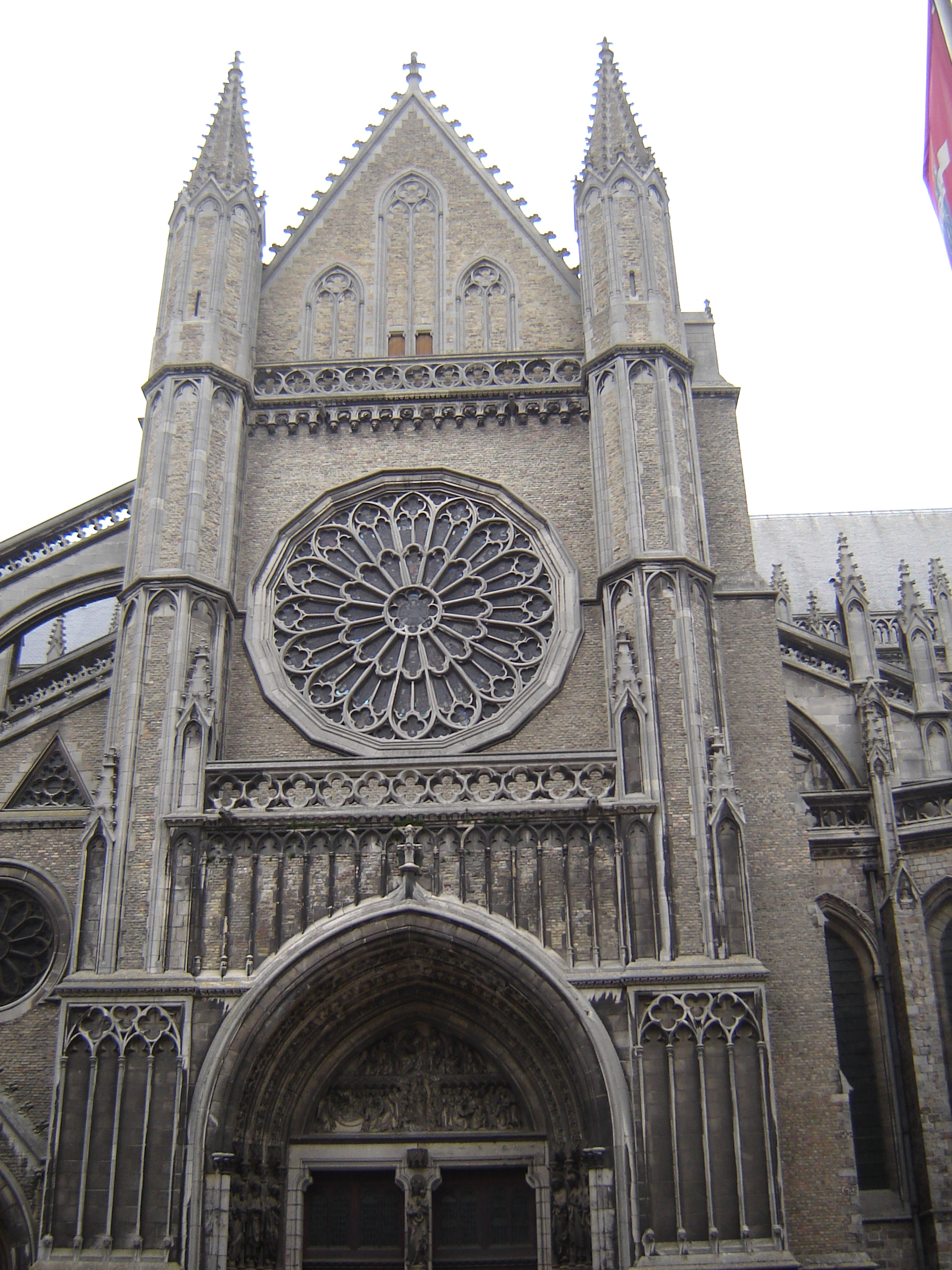
A fachada do lado da igreja